# Wiktor Łeonenko
Wiktor Jewhenowycz Łeonenko, ukr. Віктор Євгенович Леоненко, ros. Виктор Евгеньевич Леоненко, Wiktor Jewgienjewicz Leonienko (ur. 5 października 1969 w Tiumeni, Rosyjska FSRR) – ukraiński piłkarz pochodzenia rosyjskiego, grający na pozycji napastnika, reprezentant Ukrainy.

## Kariera piłkarska

### Kariera klubowa
Rozpoczynał karierę piłkarską w miejscowej drużynie Geolog Tiumeń. W 1991 przeszedł do pierwszoligowego klubu Dinamo Moskwa. Utalentowanego rosyjskiego piłkarza zauważyli selekcjonerzy ukraińskiego klubu Dynama Kijów. Jego ucieczka do Kijowa mogła skończyć się dożywotnią dyskwalifikacją. Zmienił obywatelstwo z rosyjskiego na ukraińskie. W Dynamie był liderem zespołu i odniósł największe sukcesy. W 1997 z przyjściem do Dynama trenera Walerego Łobanowskiego pomiędzy nimi powstał konflikt i od tej pory "Wielki Mistrz" stawił na młodego Andrija Szewczenka. Dlatego w 1998 odszedł do CSKA Kijów. Karierę zakończył w 2001 w klubie Zakarpattia Użhorod.

### Kariera reprezentacyjna
W latach 1992–1996 wystąpił w 14 meczach radzieckiej reprezentacji, strzelając 6 bramek.

## Sukcesy i odznaczenia

### Sukcesy klubowe
- brązowy medalista Mistrzostw Rosji: 1992
- mistrz Ukrainy: 1993, 1994, 1995, 1996, 1997
- zdobywca Pucharu Ukrainy: 1993, 1996

### Sukcesy indywidualne
- najlepszy piłkarz roku na Ukrainie: 1992, 1993, 1994

### Odznaczenia
- tytuł Mistrza Sportu ZSRR: 1991